# ARA Misiones (1897)
El destroyer o torpedero Misiones fue un rápido buque a vapor que sirvió en la Armada Argentina a fines del siglo XIX y comienzos del XIX.

## Historia
El 12 de junio de 1895 el gobierno de la República Argentina resolvió la construcción de cuatro destroyers. El 14 de octubre de 1895 se firmó en Londres un contrato entre el Gobierno argentino y el Astillero Yarrow&Co., de Poplar, Inglaterra, para la construcción de cuatro destroyers clase HMS Havock a £ 37.000 cada uno. Las 4 unidades gemelas llevarían los nombres Corrientes, Misiones, Entre Ríos y Santa Fe.
Con una eslora de 58 m, manga de 5,85, puntal de 3,66 y un calado medio de 2,51 m, tenía un desplazamiento de 204 t. Montaba un cañón Maxim Nordenfeldt de 75 mm, 3 de 57 mm y 2 de 37 mm, todos de tiro rápido y llevaba 3 tubos lanzatorpedos para torpedos Whitehead de 5 m de largo y 0.45 de diámetro mm, subacuáticos. Los Whitehead, "automáticos", habían reemplazado a los viejos torpedos de botalón MacEvoy y eran impulsados por aire comprimido y llevaban una carga de algodón pólvora.
Su característica principal era la extraordinaria velocidad que podía alcanzar: dos máquinas verticales a vapor de triple expansión de 3523 HP que impulsaban dos hélices le permitían alcanzar una velocidad máxima de 26 nudos. Sus carboneras de 80 t de capacidad le daban un alcance de 2.000 millas a velocidad crucero.
El HMS Havock, primer destroyer/torpedera, botado en Yarrow en 1893, había logrado el récord mundial de velocidad en el agua en ese entonces, 26.78 nudos, lo que le valió el encargo de 36 unidades por el gobierno británico. Incluso, llevó a que el lanzatorpedos de proa fuera anulado, ya que a máxima velocidad el buque pasaba por arriba al torpedo.
El Misiones fue botado el 22 de agosto de 1896 pero debió demorar su partida en espera de su artillería. Fue así el último de su serie en arribar al puerto de la ciudad de Buenos Aires, haciéndolo en el mes de julio de 1897 con tripulación del astillero británico, por lo que de inmediato se integró al Grupo de Destroyers de la Escuadrilla de Torpederos con apostadero en Río Santiago.
Hasta 1902 permaneció al mando sucesivo de los tenientes de navío Jorge Goulú y León Jaudín apostado en La Plata (Buenos Aires) y Río Santiago manteniéndose en situación de armamento sólo un cuatrimestre por año (mientras participaba de las maniobras de la división) y el resto en desarme con tripulación reducida por razones presupuestarias, pese al consiguiente deterioro de la nave.
En 1902 participó de las maniobras integrando la 2° División de Defensa del Río de la Plata y en las de 1904 integró la Escuadrilla de Torpederos, al mando sucesivo del teniente de fragata Eduardo Ramírez y del teniente de navío Pedro Padilla. En 1905, bajo el comando de Padilla, viajó a Ushuaia con el Corrientes y el Entre Ríos para pasar a desarme el siguiente año. En 1907 y 1908 participó al mando del teniente de navío Eduardo Campi de las maniobras de la escuadra de Torpederos pero en 1909 volvió a permanecer en desarme.
Con motivo de los festejos del Centenario de la Revolución de Mayo en 1910 fue puesta nuevamente en operaciones y participó de las maniobras integrando la 2° Escuadrilla de Torpederos, permaneciendo ese año bajo el mando del teniente de navío Wenceslao Calero y del teniente de fragata Joaquín Arnaut. En 1911 participó al mando del teniente de navío Manuel Fernández Oro de las ejercitaciones integrando la Escuadrilla de Destroyers pasando luego a desarme en Río Santiago, situación que se repitió los siguientes dos años (tenientes de navío Dalmiro Sáenz y Francisco Arnaut).
En 1914 fue asignada al mando del teniente de navío Justo Galiano a tareas de entrenamiento del personal destinado a tripular los nuevos buques en construcción en Europa pero en julio pasó a situación de desarme en Río Santiago al mando del teniente de navío Secundino Odriozola. En 1915 al mando del teniente de navío Arturo Monkes fue asignado a tareas similares en la División Instrucción de la Escuadra de Mar, situación que al mando del teniente de navío Rodolfo Rojas y del teniente de fragata Adolfo Barilari mantuvo hasta 1917 en que pasó a formar parte del Grupo de Destructores de la Escuadra de Mar, operando bajo el mando del teniente de fragata Rodolfo Miranda y del teniente de navío Arturo Monkes.
Desde marzo de 1918 hasta 1920 permaneció en situación de desarme completo, al mando sucesivo del teniente de navío Carlos Braida y del teniente de fragata Pedro Quihillalt (1918), tenientes de fragata Domingo Etchart (1919) y Rafael Braida (1920). En 1921 tras ser reparado y alistado pasó a integrar el 2° Grupo de la Escuadrilla de Destructores al mando del teniente de navío Jorge Reinafé y en 1922 integró la 2° División Naval hasta octubre, cuando volvió a desarme al mando del teniente de fragata Juan de la Pesa y del teniente de navío Julián Fablet. Ese año fue reclasificado como "Torpedero". 
En 1923 permaneció fondeado al mando del teniente de fragata Víctor Fablet siendo utilizado en tareas de adiestramiento de torpedistas. En 1924 volvió a operar en el Grupo de Torpederos pero al siguiente año pasó a depender del Arsenal del Río de la Plata en la Base Naval Río Santiago, permaneciendo al mando del teniente de navío José Oca Balda. En situación de medio armamento sirvió como buque de entrenamiento de la Escuela de Aprendices Torpedistas, permaneciendo al mando del teniente de fragata Rafael Braida.
Por decreto del 23 de octubre de 1930 fue radiado del servicio y se dispuso su venta en razón de "su edad, pequeño valor militar y elevado costo de reparaciones". Vendido en subasta a la firma Porzio en m$n 10.300, fue desguazado para chatarra.